# Darwi Odrade
Darwi Odrade est un personnage du cycle de fiction Dune, de Frank Herbert.
Sa vie se déroule après la Grande Dispersion.
Elle est la fille de Miles Teg et donc une Atréides, descendante de Siona. Elle est aussi une cousine très éloignée de la révérende mère Lucille. Elle est l’auteur du Manifeste des Atréides.
Darwi Odrade, surnommée Dar, accède à la tête du Bene Gesserit après la mort de la Mère Supérieure Taraza (surnommée Tar) dans une embuscade des Honorées Matriarches.
Darwi Odrade a comme principale tâche durant le temps où elle est Mère Supérieure du Bene Gesserit d’endiguer la menace des Honorées Matriarches. Pour cela, elle fait appel à son père Miles Teg sous la forme d’un ghola, ainsi qu’au ghola de Duncan Idaho et à l’Honorée Matriarche captive Murbella.
Elle est tuée sur Jonction lors de l'attaque du Bene Gesserit, au cours du combat entre Murbella et Logno, la toute-nouvelle Très Honorée Matriarche. La Patronnesse Elpek, commandante du détachement de la tour de contrôle de la Station 4, lui brise la nuque lorsqu'elle tente d'intervenir pendant la confrontation. Murbella la venge instantanément, après avoir Partagé avec elle. Sur son ordre, Odrade est enterrée sous les pommiers se trouvant dans les jardins au pied de la tour, en hommage à son affection pour les vergers de la planète du Chapitre.
L’histoire de Darwi Odrade, qui commence dans le roman Les Hérétiques de Dune, est le fil conducteur du dernier roman de la saga de Dune : La Maison des mères. Elle est décrite dès son apparition comme ayant un attachement particulier pour un tableau de Van Gogh dont elle semble posséder l'original prodigieusement conservé par le Bene Gesserit jusqu'alors, la Maison à Cordeville. Plus tard à la tête du Chapitre, elle explique un soir à Duncan Idaho que le tableau symbolise pour elle la force bestiale inhérente à l'humanité, la fibre sauvage mise au service de la création d'une abstraction parfaite qui transcende l'Homme. Sheeana emporte le tableau dans le non-vaisseau lors de son départ à la fin de La Maison des Mères. Ce dernier roman mettant davantage l'accent sur sa relation à l’œuvre, il s'agit probablement d'une allusion prophétique à sa mort au terme du récit, puisque le tableau lui-même a été peint par l'artiste environ un mois avant son décès.